# Кузьменко, Николай Игнатьевич
Кузьменко Николай Игнатьевич (30 апреля 1929, село Журавка, теперь Варвинского района Черниговской области — ?) — украинский советский деятель, шахтер, новатор производства, бригадир забойщиков и машинист горного комбайна шахты имени Артема треста «Дзержинскуголь» комбината «Артемуголь» Сталинской (Донецкой) области. Депутат Верховного Совета УССР 5-го созыва. Герой Социалистического Труда (29.06.1966).

## Биография
В апреле 1947 года направлен военкоматом на обучение в группу забойщиков школы фабрично-заводского обучения (ФЗО) города Артемове Сталинской области. Учился в школе ФЗО четыре месяца.
С 1947 года — отбойник, бригадир забойщиков шахты имени Артема треста «Дзержинскуголь» комбината «Артемуголь» города Артемове Дзержинского горсовета Сталинской (Донецкой) области. Окончил курсы машинистов врубовых машин.
Член КПСС с 1958 года.
С 1960-х годов — машинист горного комбайна, бригадир бригады механизаторов шахты имени Артема треста «Дзержинскуголь» комбината «Артемуголь» города Артемове Дзержинского горсовета Донецкой области.
Потом — на пенсии в городе Артемове (теперь — Железное) Донецкой области.

## Награды
- Герой Социалистического Труда (29.06.1966)
- орден Ленина (29.06.1966)
- орден Октябрьской Революции
- орден Трудового Красного Знамени
- медаль «За трудовое отличие» (1951)
- знак «Шахтерская слава» ІІІ ст.
- знак «Шахтерская слава» ІІ ст.
- знак «Шахтерская слава» І ст.
- звання «Почетный шахтёр СССР»